# 禾市镇
禾市镇是江西省泰和县下辖的一个镇，位于县境西部，古称早禾市，是赣中地区的一个农业重镇，全镇面积136平方公里，人口2.5万人。境内有著名的千年古陂——槎滩陂。

## 地理
东北部为平原，西北、西南、东南三面为丘陵地带。牛吼河（灉水下游段）自西南入境，斜穿全境，向东北流入螺溪镇。河上有始筑于南唐的水利工程槎滩、碉石二陂，千年以来一直为禾市及附近地区的农田提供灌溉，因而该地区成为赣中重要的水稻产区，而禾市也因盛产优质早稻而得名早禾市。西南角的丘陵地区有中型水库芦源水库。

## 交通
319国道、泰井高速公路（境内设有禾市出入口）横穿辖禾市镇，镇政府距井冈山机场仅5公里，距县城25公里、泰和火车站30公里。

## 沿革
禾市镇辖境在1950年时属两江、院头、官陂等乡，1956年合并设立禾市乡，1958年改为禾市公社，1984年撤消人民公社，恢复为禾市乡。1985年11月3日改设禾市镇。

## 行政区划
禾市镇现辖1个居委会和18个村委会：禾市镇居委会、芦源村、潞滩村、雁溪村、瓦坞村、治冈村、桥丰村、禾院村、院垄村、水西村、丰垅村、沙里村、增庄村、江北村、萍芫村、景丰村、官陂村、国渡村、桂源村，镇政府驻禾院村。